# 24-Stunden-Ameise

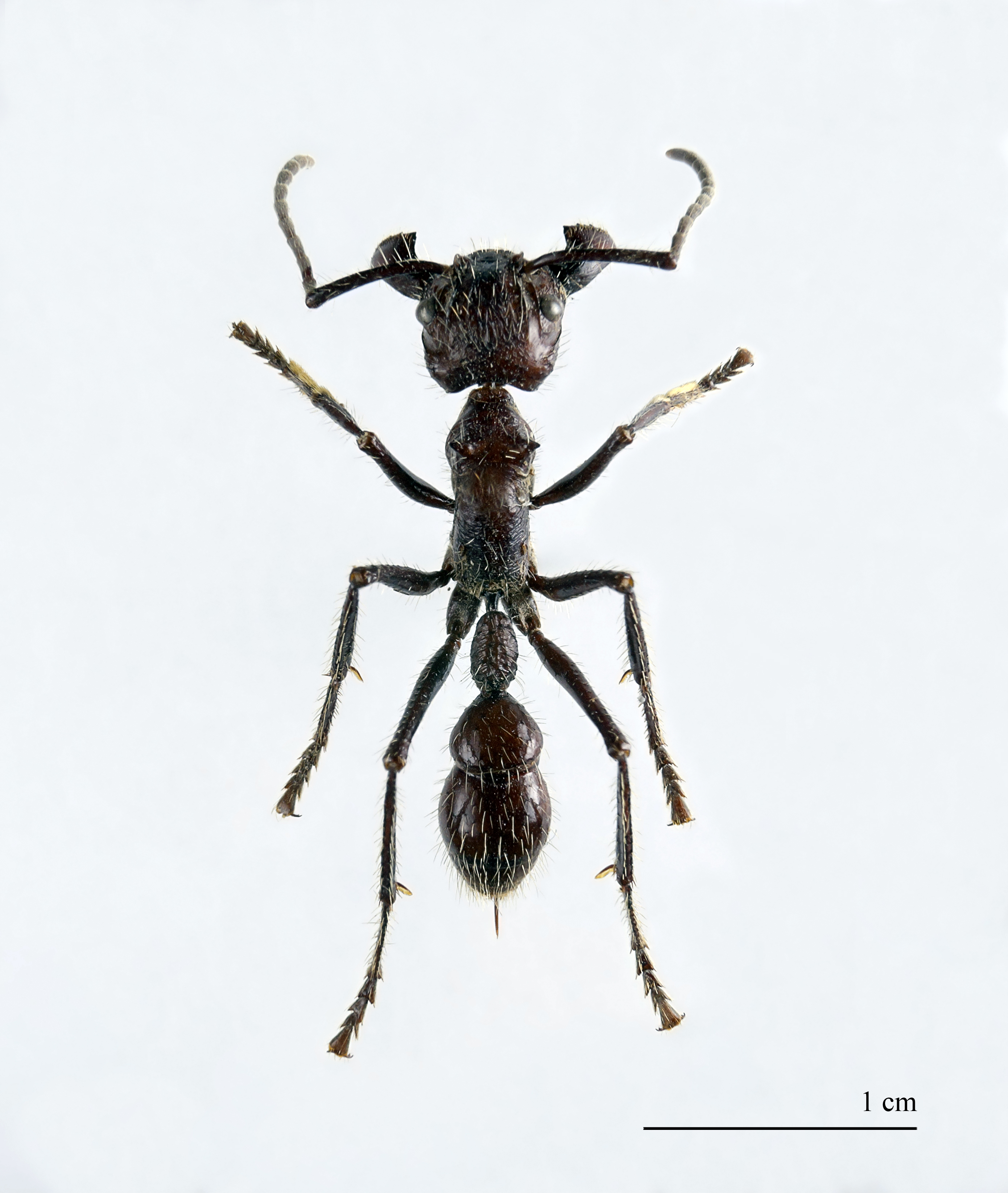
Paraponera clavata (Museumspräparat)

Die 24-Stunden-Ameise (Paraponera clavata), auch Tropische Riesenameise oder englisch bullet ant („Gewehrkugelameise“) genannt, ist eine der größten Ameisenarten der Welt. Ihr Giftstich gilt als extrem schmerzhaft. Sie lebt in Süd- und Mittelamerika im tropischen Regenwald.

## Merkmale
Die Art ist durch die Körpergröße der Arbeiterinnen bemerkenswert und von den meisten anderen Arten unterscheidbar, diese erreichen eine Länge von 20 bis 25 Millimetern (nach anderen Messungen knapp 23 bis gut 25 Millimeter, oder sogar 30 bzw. 35 Millimeter). Die Kopfkapsel ist über die Augen gemessen mehr als 3,6 Millimeter breit. Ähnliche, oder sogar etwas größere Größe erreichen unter den Ameisen nur noch Arten der Gattung Dinoponera und einige Arten der Gattung Pachycondyla. Von diesen ist sie leicht unterscheidbar an der Gestalt des Petiolus, dieser ist abgeflacht („ambossförmig“), im Profil rechteckig mit rechtem Winkel zwischen Vorder- und Oberseite, mit einem Dorn auf der Ventralseite, auch die stark skulpturierte Körperoberfläche ist ein markanter Unterschied. Die Arbeiterinnen sind schwarz oder dunkel- bis rotbraun gefärbt. Weitere typische Merkmale sind: Kopf mit markanten, v-förmig gewinkelten Antennengruben: diese umfassen die Komplexaugen, es kann nicht nur das Grundglied (Scapus), sondern auch ein Teil der (bei der Art ungekeulten) Antennengeißel eingelegt und so geschützt werden. Weitere typische und diagnostisch wichtige Merkmale sind etwa: Die Unterkiefertaster (Maxillarpalpen) sind fünf-, die Lippentaster (Labialpalpen) sind dreigliedrig. Der Kopfschild (Clypeus) ist an der Vorderkante v-förmig eingeschnitten, beiderseits davon sitzt je ein Zähnchen. Die Schienen (Tibien) der Mittel- und Hinterbeine tragen an der Spitze jeweils eine Gruppe von zwei Spornen; die Krallen der Tarsen sind innen lang gezähnt, so dass sie beinahe wie längs gespalten aussehen. Wie einige andere Gruppen der ursprünglichen, „poneromorphen“ Ameisen (der ehemaligen Unterfamilie Ponerinae) ist bei ihnen das erste Segment des Gaster oder freien Hinterleibs ringförmig abgeschnürt und abgesetzt, bildet aber keinen echten Postpetiolus. Paraponera hat ein Organ auf dem Tergit des vierten Hinterleibssegments, mit dem sie bei Gefahr oder Erregung laut stridulieren kann.
Die geflügelten Königinnen der Art besitzen einen relativ flachen Prothorax und ähneln dadurch in der Gestalt eher Arbeiterinnen. Im Hinterflügel beider Geschlechter ist ein klar abgesetzter Anallappen (oder Jugallappen) sichtbar, ein urtümliches, plesiomorphes Merkmal innerhalb der Ameisen.

## Gift
Ihr Stachel verabreicht das starke Gift Poneratoxin. Damit werden Beutetiere gelähmt oder Angreifer abgewehrt. Beim Menschen verursacht der Stich heftigste Schmerzen. Der Stich wird als der schmerzhafteste Insektenstich überhaupt bezeichnet. Nach dem Stich-Schmerzindex des US-Insektenforschers Justin O. Schmidt, der die Stärke von Schmerzen auf einer Skala von 1,0 bis 4,0+ beschreibt, steht das Insekt bei 4,0+. Die Schmerzen werden oft beschrieben, als würde man bei lebendigem Leib verbrennen. Sie lassen nach etwa 24 Stunden nach – daher der Name der Ameise. Eine sofortige Behandlung des Stiches mit Eiswasser und nachfolgender Einnahme des Antihistaminikums Diphenhydramin mildert die Schmerzen. Das Gift hinterlässt keine bleibenden Schäden im Gewebe.

## Lebensweise
Paraponera clavata nistet meist im Boden, bevorzugt im Bereich der Stammbasis tropischer Waldbäume. Einzelne Kolonien sind monogyn (mit nur einer Königin) und einer mäßigen Anzahl Arbeiterinnen, meist einigen Hundert, die Maximalzahl bisher waren 2326. Sie sucht ihre Nahrung überwiegend in den Baumkronen, ein seltener Sonderfall unter den poneroiden Ameisen. Die Arbeiterinnen sind, je nach Region und Wetterbedingungen, bevorzugt tag- oder nachtaktiv. In der Ernährung sind sie unspezialisiert, einzelne Arbeiterinnen tragen sowohl flüssige Nahrung, erbeutete Insekten als auch Pflanzenteile in das Nest ein. Die Arbeiterinnen legen Pfade an, die sie mit Pheromonen markieren, sie jagen aber eher einzeln und bilden keine langen Züge aus.
Arbeiterinnen von Paraponera clavata sind nicht sehr aggressiv. Die Art gilt als lernfähig und kann sich gut in ihrer Umgebung zurechtfinden.
Die Art begründet Nester durch eine einzelne befruchtete, ausfliegende Königin. Nachdem sie einen Nistplatz gefunden hat, legt sie erste Eier. Die ausschlüpfenden Larven versorgt sie mit in der Nestumgebung gesammelter Nahrung (also nicht claustral). Nachdem die ersten Arbeiterinnen geschlüpft sind, verlässt sie das Nest nicht mehr. Der dafür notwendige Zeitraum dauert beinahe ein ganzes Jahr, auch bei guter Nahrungsversorgung.

## Verbreitung
Die Art lebt im äquatorialen Amerika, nördlich bis Nicaragua, südlich bis Bolivien. Die Höhenverbreitung reicht bis etwa 750 Meter über dem Meeresspiegel, vereinzelt auch höher; der höchste bekannt gewordene Fund liegt auf etwas über 1500 Meter im Nationalpark La Amistad in Costa Rica. Sie ist in Mittelamerika auf der atlantischen Seite häufiger, fehlt aber in geeigneten Lebensräumen auf der pazifischen Seite nicht völlig. Die Art ist weitestgehend auf den klassischen Tiefland-Regenwald beschränkt, aus anderen Lebensräumen wie der brasilianischen Baumsavanne (Cerrado) liegen nur Einzelfunde vor. Vorkommen sind an Gebiete mit sehr hohem, gleichmäßig verteiltem Jahresniederschlag gebunden.

## Parasitoid
Die Buckelfliege Apocephalus paraponerae (ein Zweiflügler) kann verletzte Paraponera-clavata-Arbeiterinnen am Geruch austretender Hämolymphe erkennen und sich ihnen nähern und Eier an ihnen ablegen. Dabei handelt es sich um einen spezifischen Parasitoid, andere Ameisenarten werden kaum befallen.

## Systematik
Paraponera clavata ist die einzige rezente Vertreterin aus der Unterfamilie Paraponerinae. Neben ihr ist nur die fossile Art Paraponera dieteri bekannt.
Die fossile Art Paraponera dieteri ist nur durch eine Arbeiterin, und stark beschädigte Reste einer zweiten, bekannt. Die Art ist, diesem Fund nach, etwas kleiner als Paraponera clavata (aber noch am unteren Rand des Schwankungsbereichs der Körpergröße von dieser) und ihr ansonsten äußerst ähnlich, was auf eine morphologische Konstanz über etwa 15 Millionen Jahre, seit der Ablagerung des dominikanischen Bernsteins, hindeutet. Als morphologische Unterscheidungsmerkmale werden angegeben: Kopf im Verhältnis zur Körpergröße etwas schmaler, Dornen am Pronotum etwas kleiner, Körperoberfläche etwas stärker längs gerunzelt, Postpetiolus netzartig gezeichnet, nicht glatt. Von der Insel Hispaniola, und den gesamten Westindischen Inseln, ist die rezente Art Paraponera clavata nicht nachgewiesen.

## Verwendung für Rituale

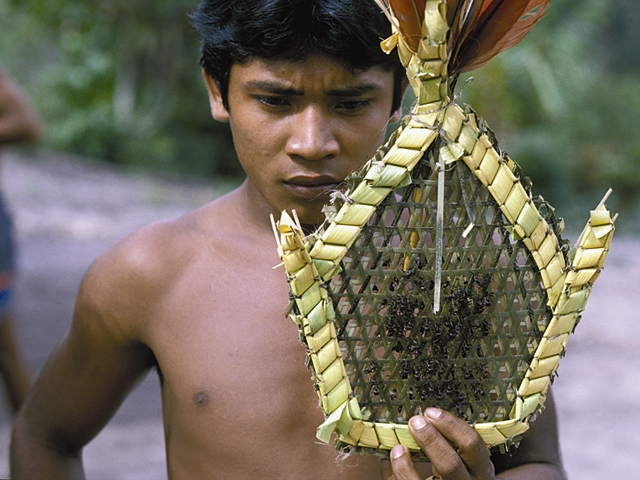
Handschuh für das Ritual mit 24-Stunden-Ameisen

Bei einer indigenen Volksgruppe in Südamerika, den Sateré-Mawé, die im Grenzgebiet der brasilianischen Bundesstaaten Pará und Amazonas leben, sind die Riesenameisen Teil eines Initiationsrituals. Dazu werden 200 zuvor betäubte Ameisen in einen Handschuh aus Pflanzenfasern so eingewebt, dass der Giftstachel nach innen ragt. Der Junge, dessen Initiation begangen wird, muss den Handschuh dann bis zu dreißig Minuten lang an seiner Hand tragen; dieser Ritus gilt als Mutprobe – Jungen, die den Schmerz der Stiche ertragen, können Führungspositionen im Stamm erreichen. Um sich den Respekt der Ältesten zu verdienen, muss dieser Vorgang im Leben des Jungen zunächst bis zu 25 Mal wiederholt werden.